# Historia över världsmästerskapet i fotboll för herrar
Artikeln är en historisk tillbakablick som sammanfattar de VM-slutspel i fotboll för herrar som arrangerats hittills. Den innehåller även länkar med statistik genom VM-åren samt diverse rekord med mål, publik etcetera.

## Bakgrund
1904 bildades världsfotbollsförbundet Fifa. Eftersom fotbollsturneringen vid olympiska spelen bara var öppen för amatörer planerade Fifa en världsturnering i fotboll öppen för både amatörer och proffs. I maj 1929 beslöt Fifa att man skulle arrangera turneringen det kommande året. Uruguay tilldelades arrangörskapet. Valet av värdland hade två huvudorsaker: dels att Uruguays herrlandslag i fotboll hade dominerat världsfotbollen på 1920-talet och vunnit två raka OS-guld 1924 och 1928, och dels att Uruguay 1930 firade 100 år som självständig stat. Det ursprungliga namnet på VM, Jules Rimet Cup, kom från initiativtagaren till VM, fransmannen och dåvarande Fifa-presidenten Jules Rimet. Den pokal som länderna skulle kämpa om fick namnet Coupe Jules Rimet.

## VM-turneringar

### Uruguay 1930
Uruguay fick arrangera världens första VM-turnering i fotboll. Fifa hade bestämt att 16 länder skulle få delta, men på grund av de stora avstånden dök flera europeiska länder aldrig upp. När turneringen startade fanns endast 13 lag på plats. Uruguay, som hade vunnit OS-guld både 1924 och 1928, tillhörde favoriterna till slutsegern.
Fransmannen Lucien Laurent skrev in sig i VM-historien genom att göra första målet i öppningsmatchen mellan Frankrike och Mexiko (Frankrike vann med 4-1). Skyttekung blev argentinaren Guillermo Stábile som gjorde 8 mål. Uruguay stod pall för hemmatrycket och besegrade Argentina i finalen med 4-2. Matchen ledde till stora spänningar mellan de två grannstaterna.
En intressant detalj som är värd att nämnas är att Uruguay inte hade någon landslagstränare - spelarna själva tog ut laget.

### Italien 1934
Italien fick arrangera det andra VM-slutspelet. För första gången arrangerades kvalmatcher och för första gången deltog samtliga 16 lag. Nytt var att man infört direkt utslagning utan gruppspel. De regerande mästarna, Uruguay, deltog dock inte då man valde att bojkotta turneringen. Den officiella orsaken var att man "ville ge igen" för att så få länder från Europa hade deltagit i den första VM-turneringen 4 år tidigare. Det är den enda VM-turneringen där de regerande mästarna inte deltagit för att försvara titeln.
Italiens diktator Benito Mussolini satsade hårt på att värdnationen skulle vinna samt göra VM till en fest för hela landet. För första gången spreds matcherna ut över flera städer. Italien visade sig stå pall för hemmatrycket. Anförda av Giuseppe Meazza (av många ansedd som Italiens främste spelare någonsin) tog man sig fram till final där Tjeckoslovakien besegrades med 2-1. Kritik fanns emellertid mot att domarna ansågs ha gynnat italienarna genom hela turneringen. Tyskland tog sin första VM-medalj när de knep bronsmedaljen. Sverige deltog för första gången men blev i kvartsfinalen utslagna av Tyskland.
Finalen dömdes av svensken Ivan Eklind. Han anklagades i efterhand för att medvetet i ha favoriserat Italien i ännu högre grad än domarna i de tidigare matcherna. Eklind dömde även semifinalen mellan Italien och Österrike, en match där Eklind anses ha gett Italien stora fördelar. Detta är för övrigt enda gången det varit samma huvuddomare i både semifinal och final i samma mästerskap.
Luis Monti blev den första och dittills enda personen som spelat VM-final för två olika länder. Argentina 1930 och sedan Italien 1934.
VM:s skyttekung blev Oldřich Nejedlý från Tjeckoslovakien som gjorde 5 mål.

### Frankrike 1938
Det tredje världsmästerskapet arrangerades i Frankrike. Spelordningen var densamma som 4 år tidigare men bara 15 lag deltog. Uruguay var återigen inte med, nu i protest mot att turneringen inte spelades i Sydamerika. Österrike (som tidigare kvalat in) fick dra sig ur då Hitler-Tyskland annekterat landet våren 1938. Österrike hade annars vid den här tiden ett mycket bra landslag som kallades wunderteam och hade tillhört favoriterna om man deltagit. Att endast 15 lag deltog fick till följd att Sverige fick stå över åttondelsfinalen och istället gå in i kvartsfinalen där man besegrade Kuba (8-0). I semifinalen blev det däremot storförlust mot Ungern (1-5). Bronsmatchen förlorade Sverige mot Brasilien (2-4).
Brasilien hade visserligen deltagit i de 2 första turneringarna men här skickade man för första gången sitt bästa lag. Anledningen till att man inte använt bästa möjliga lag i de två föregående turneringarna var stridigheter mellan flera konkurrerande fotbollsförbund i Brasilien.
Turneringens största stjärna var brasilianaren Leonidas Da Silva, som vann skytteligan med 7 mål. Hans specialitet var den s.k. bicykleta-sparken och han har ofta fått "credit" för att vara sparkens upphovsman. Leonidas var den första spelaren från Brasilien som blev en stor stjärna utanför hemlandet.
De regerande mästarna Italien kom med ett till stora delar nytt lag. Benito Mussolini hade bestämt att laget som spelade hem Italiens första VM-guld inte skulle spela tillsammans igen. Den enda riktigt tongivande spelaren som var kvar var Giuseppe Meazza. Ändå lyckades man försvara VM-titeln, då Ungern besegrades med 4-2 i finalen, centern Silvio Piola gjorde två mål i finalen Vittorio Pozzo blev den förste och hittills ende som vunnit två VM som förbundskapten.

### Brasilien 1950
På grund av Andra världskriget dröjde det 12 år innan nästa VM-slutspel anordnades. Denna gång stod "sambafotbollens" hemland Brasilien som värd. Endast 13 lag deltog i slutspelet. Till exempel Västtyskland lämnade återbud och tre länder som var kvalificerade lämnade återbud av olika skäl: Skottland för att skotska fotbollsförbundet hade krävt seger i brittiska mästerskapet för deltagande (de kom tvåa), Indien för att de inte tilläts spela barfota och Turkiet av ekonomiska skäl. Frankrike och Portugal erbjöds två av de tomma platserna men tackade nej. Systemet med direkt utslagning slopades. Efter gruppspel gick istället fyra gruppsegrare till en slutgrupp där gruppsegraren korades till mästare.
England hade valt att stå över de tre första VM-turneringarna då de ansåg att England var fotbollens hemland, vilket betydde att de även var bäst - England hade för övrigt bojkottat Fifa 1928–1948. Engelsmännens första VM-turnering slutade dock med ett jättefiasko då man blev utslagna redan i gruppspelet (förlorade bland annat mot USA). Italien var ett annat europeiskt lag som floppade, man hade tagit det säkra före det osäkra och tagit båt till Brasilien. De regerande världsmästarna verkade dock haft problem med träningen ombord och blev utslagna redan i första gruppspelet. Man tog flyget hem i all diskretion.
Sverige hade däremot ett mycket bra lag och slutade på en mycket fin tredjeplats, trots avsaknad av den hyllade trion Gre-No-Li. Att Gre-No-Li saknades, liksom Henry "Garvis" Carlsson och Bertil Nordahl berodde på att Svenska Fotbollförbundet fortfarande var hårdnackade motståndare till professionell fotboll. I matchen mot Brasilien i finalomgången slogs ett rekord som står än idag. 133 000 åskådare såg matchen, ett rekord för alla svenska klubb- och landslag.
Utanför Brittiska öarna var hemmanationen Brasilien favoriter och förväntningarna på laget var enorma hos de fotbollstokiga brasilianarna. Med spelare som Zizinho, Friaca och Ademir fanns det all anledning till optimism. Allt tycktes gå som på räls fram tills de i den sista matchen ställdes mot Uruguay. Drygt 174 000 åskådare (enligt vissa källor, bl.a. Guiness rekordbok nästan 200 000) på den gigantiska Maracana-stadion i Rio De Janeiro förväntade sig en enkel seger och det räckte faktiskt med oavgjort för att säkra VM-guldet. Men i en jättesensation lyckades Uruguay vinna med 2-1 och därmed ta sitt andra VM-guld, segermålet gjordes av Alcides Ghiggia. I Brasilien rådde "landssorg" efter matchen. Uruguay, anförda av den stora stjärnan Juan Schiaffino hade inte ens räknats till favoriterna.

### Schweiz 1954
Fifa firade 50-årsjubileum och då huvudkontoret låg i Schweiz fick landet arrangera det femte världsmästerskapet. Spelordningen gjordes om och man återgick till gruppspel med utslagning från kvartsfinal. Men det fanns ett seedat lag i varje grupp som bara behövde spela 2 matcher istället för 3. Västtyskland deltog för första gången efter Andra världskriget. Sverige deltog däremot inte.
Denna VM-turnering har gått till historien som den målrikaste som någonsin spelats. På 26 matcher gjordes 140 mål vilket ger ett snitt på 5,38 mål/match. Kvartsfinalen mellan Schweiz och Österrike är den målrikaste matchen hittills i VM med 12 mål (7-5 till Österrike). Ungern satte också rekord i antal gjorda mål av ett lag under en turnering, 27 st.
Ungern var jättefavoriter att vinna turneringen och ansågs ha det i särklass bästa laget med superspelare som Ferenc Puskas, Nandor Hidegkuti, Sandor Kocsis och Zoltán Czibor. Allt tyckes också gå på räls för ungrarna. I sina två gruppspelsmatcher gjorde man 17 mål(!) och Västtyskland blev fullständigt utspelade (8-3 för ungrarna). Västtysklands förbundskapten Sepp Herberger hade emellertid vilat flera nyckelspelare. 
Visserligen hade Puskas skadat sig mot tyskarna som inte haft sitt bästa lag men "de mäktiga magyarerna" verkade ändå oslagbart. I kvartsfinalen slog man Brasilien med 4-2, en match som slutade i en stor skandal då fullt slagsmål utbröt mellan spelarna i lagen. I semifinalen mot Uruguay vann man med samma siffror, och genomförde därmed bedriften att vara det första lag som besegrat Uruguay i VM:s 24-åriga historia.
I finalen var en ännu inte återställd Puskas tillbaka och Ungern ställdes återigen mot Västtyskland. Allt verkade gå som förväntat då ungrarna gjorde två mål de första 8 minuterna. Mot alla odds lyckades tyskarna kämpa sig tillbaka och vinna med 3-2. Segermålet gjordes av storskytten Helmut Rahn. Tyskarnas seger anses vara en av de största skrällarna någonsin i VM. Det ungerska laget rankas faktiskt fortfarande som ett av de bästa lagen som någonsin funnits. Ordningen med ett seedat lag i varje grupp togs bort efter denna VM-turnering.

### Sverige 1958
Sverige fick äran att arrangera VM detta år. Mästerskapet tilldelades Sverige efter andra världskriget, då infrastrukturen kompenserade för bristen på arenor. För många är turneringen mest känd för att en blott 17-årig brasilianare som hette Edson Arantes Do Nascimento men som spelade under artistnamnet Pelé fick sitt internationella genombrott. Turneringen bjöd även på mycket bra fotboll och fransmannen Just Fontaine satte ett mycket svårslaget målrekord då han gjorde hela 13 mål på blott 6 matcher.
För första och hittills enda gången deltog samtliga lag från Storbritannien, England, Skottland, Wales och Nordirland. Paraguay spelade för första gånget ett VM utanför Sydamerika och Sovjetunionen deltog för första gången. Argentina återvände till VM igen efter att ha varit frånvarande i 24 år. Noterbart är också att Italien för första gången missade att kvala in till VM, något som inte skulle inträffa igen på 60 år. Andra lag som missade VM var semifinalisterna från 1954 Uruguay och Spanien där Real Madrid, som dominerat den nystartade Europacupen (föregångaren till Champions League), var hemmahörande.
Sverige kom till start med ett lag som anses vara det bästa man någonsin haft. Man hade plockat hem Italienproffsen, till exempel Kurt Hamrin, Lennart Skoglund, Nils Liedholm och Gunnar Gren. Målet vaktades av den legendariske Kalle Svensson, även känd som "Rio-Kalle", ett smeknamn han hade fått redan i Brasilien åtta år tidigare.
Det blågula landslaget gjorde inte hemmapubliken besviken. Italienproffsen som samtliga var storstjärnor eller hade varit det (Gunnar Gren hade flyttat hem tidigare) i Serie A briljerade och lyfte de allsvenska spelarna som till exempel blivande stjärnan Agne Simonsson. Man vann sin grupp och efter att ha besegrat de regerande mästarna Västtyskland med 3-1 i en klassisk semifinal på Nya Ullevi var man klar för final.
Turneringen kom ändå att bli Brasiliens. Man hade förberett sig noga och numer legendariska spelare som Garrincha, Didi, Vava, Nilton Santos och Djalma Santos spelade sig rakt in i den svenska publikens och resten av världens hjärta. Pelé och Garrincha var inte ordinarie från början utan kom in i laget efterhand. Från och med kvartsfinalen var Pelé ordinarie och gjorde på tre matcher 6 mål, varav 2 i finalen. I semifinalen spelade man ut Frankrike totalt (5-2) och trots att Sverige tog ledningen i finalen hade man aldrig någon chans. Segersiffrorna skrevs till slut till 5-2. Brasilien var för första gången världsmästare med ett lag som anses tillhöra de bästa som någonsin funnits.

### Chile 1962
VM återvände till Sydamerika. Detta VM har kallats det "glömda mästerskapet" och är mest känt för att den brutala fotbollen på allvar gjorde sitt intåg. Sverige som hade ett bra lag missade mästerskapet genom kvalförlust mot Schweiz.
De regerande mästarna kom till VM med en stomme som var identisk med det lag som spelat hem Brasiliens första VM-guld och var storfavoriter att försvara guldet. Pelé blev emellertid skadad redan i andra matchen och kunde inte delta mera. Oro spred sig hur laget skulle klara sig utan världens bäste spelare? Svaret blev att laget klarade sig alldeles utmärkt ändå. Pelés ersättare Amarildo var också en fantastisk spelare och på högerkanten var Garrincha (som anses vara den bäste kantspelaren och dribblern någonsin) i sitt livs form. Summan av detta blev att Pelés frånvaro knappt märktes. Garrincha blev också utsedd till turneringens bäste spelare.
Engelsmännen trodde i kvartsfinalen att de kunde markera bort Garrincha men det misslyckades helt. Brasilien vann med 3-1 och nådde finalen via en 4-2-seger mot Chile. I finalen ställdes man mot Tjeckoslovakien som besegrades med 3-1.
Hela sex spelare delade på skytteligasegern med 4 mål vardera,  Garrincha, Vavá, Leonel Sanchez, Florian Albert, Valentin Ivanov och Drazan Jerkovic.

### England 1966
Fotbollens hemland fick arrangera VM och de entusiastiska engelska fansen förväntade sig givetvis guld. Turneringen som helhet anses inte ha tillhört de bättre men finalen är troligen den mest dramatiska hittills. En stor profil i turneringen var Sovjetunionens målvakt Lev Jasjin som många anser är den bäste målvakten någonsin. Hårt spel dominerade dock igen och Pelé blev återigen skadad, denna gång av en portugis. Det hårda spelet med många skador på stjärnspelare ledde till att Fifa efter turneringen ändrade en regel så det blev tillåtet att ersätta skadade spelare under matchens gång.
Matcher hade sänts i TV redan under VM 1954, det här var emellertid första gången som merparten av matcherna visades i direktsändning. Ett viktigt steg togs nu för att förvandla VM till det enorma evenemang det utvecklat sig till under det senaste 25 åren. Brasilien hade chans att ta sitt tredje raka VM-guld men gjorde en helt misslyckad insats och åkte ut redan efter gruppspelet. Ungern hade däremot fått fram ett nytt storlag med stjärnan Flórián Albert i spetsen.
Nordkorea gick sensationellt bra och gick fram till kvartsfinal. Pak Doo Ik skrev för evigt in sig i VM-historien när han med matchens enda mål ur turneringen skickade ut Italien, som därmed fick åka hem redan efter gruppspelet. Naturligtvis en enorm sensation och ett fiasko i kolossalformat för italienarna som möttes med ruttna ägg och tomater när de klev ur flygplanet i Rom.
I Portugal hade Benfica tillhört Europas absolut främsta klubblag sedan början av 60-talet. Och med "svarta pärlan" Eusébio i spetsen trodde många att portugiserna kunde vinna VM. Eusébio anses vara en av världens allra främsta anfallsspelare någonsin. Han blev turneringens skyttekung med 9 mål men fick tillsammans med lagkamraterna åka hem med "bara" en bronsmedalj.
I finalen möttes England och Västtyskland. Engelsmännen vann sitt första VM-guld (och hittills enda medalj) när laget efter förlängning vann med 4-2. Västtyskland hade då kvitterat till 2–2 i den 90:e minuten genom Wolfgang Weber. Geoff Hurst blev den förste som gjorde tre mål i en final. Hursts 3-2 mål är emellertid ett av de mest kontroversiella VM-målen som någonsin gjorts. Hursts skott gick i ribbans underkant och ner på mållinjen -  men var hela bollen över mållinjen? Den sovjetiske linjedomaren Tofiq Bahramov var i alla fall säker på sin sak och målet godkändes av huvuddomaren. Linjedomaren är hemlandet Azerbajdzjans största fotbollshjälte och har nationalarenan uppkallad efter sig.

### Mexiko 1970
Under kvalspelet inträffade den kanske sorgligaste händelsen under hela VM-s historia. 1969 utbröt det s.k. fotbollskriget mellan Honduras och El Salvador. Naturligtvis fanns det andra bakomliggande orsaker men kriget utlöstes av att El Salvador slog ut Honduras i kvalspelet. Ett tragiskt exempel på vilka destruktiva krafter som kan släppas lösa när passionen och engagemanget för fotbollsspelet går för långt, även hos de styrande.
I juni månad drog dock huvudturneringen igång. Efter två turneringar med fult spel återvände den "schysta" fotbollen. Ingen spelare blev utvisad och många fotbollsexperter anser att detta är den kvalitetsmässigt bästa turneringen någonsin. VM hade nu börjat växa till en global angelägenhet och nästan samtliga 32 matcher sändes direkt i TV världen över.
Sverige deltog för första gången på 12 år men fick åka hem efter gruppspelet. I England var som vanligt förväntningarna skyhöga på de regerande världsmästarna. Stommen i laget var densamma som fyra år tidigare där den legendariske mittfältaren Bobby Charlton, försvarsgeneralen Bobby Moore och målvakten Gordon Banks var nyckelspelarna. Denna gång räckte det till kvartsfinal där Västtyskland fick revansch, seger med 3-2, det avgörande målet gjordes av målsprutan Gerd Müller som vann skytteligan med 10 mål på 6 matcher. I semifinalen blev dock Italien för svåra: Italien vann med 4-3 efter förlängning. Matchen anses vara en av de absolut bästa VM-matcher som någonsin spelats. I Italien anses denna upplaga av "Gli Azzurri" vara det på papperet kanske bästa lag man haft med stjärnor som centern Luigi Riva, spelgeniet Gianni Rivera,  mittfältaren Sandro Mazzola (kunde också spela som anfallare) och vänsterbacken Giacinto Facchetti.
Återigen blev det emellertid Brasiliens turnering från början till slut. Efter fiaskot 1966 hade man fått ihop ett nytt superlag som förutom Pelé bestod av bland annat Jairzinho, Tostao och Roberto Rivelino. Man charmade publiken och världen med riktigt "sambaspel" från början till slut vilket kulminerade i en fantastisk finalmatch mot Italien som Brasilien vann med 4-1. Basilien var nu världsmästare för tredje gången och fick behålla Coupe Julet Rimet för gott. Pelé blev den förste och hittills ende som blivit världsmästare tre gånger och Jairzinho den förste och ende som gjort mål i samtliga matcher (totalt 7 mål på 6 matcher) Slutligen blev tränaren Mario Zagallo den förste som blev mästare både som spelare och tränare - han hade spelat som vänsterytter eller mittfältare i guldlagen 1958 och 1962. Många, såväl experter som allmänt fotbollsintresserade anser att detta är det bästa fotbollslag som någonsin funnits.

### Västtyskland 1974
Det tionde världsmästerskapet avgjordes i Västtyskland. Då Brasilien enligt reglerna hemfört Coupe Jules Rimet för gott introducerades en ny segerpokal som fortfarande används och som går under namnet Fifa World Cup. Spelordningen gjordes om igen. De två bästa lagen i de fyra grupperna gick vidare till två nya grupper där respektive gruppsegrare möttes i finalen. Grupptvåorna möttes i en bronsmatch.
VM 1974 har i efterhand kommit att bli ihågkommet för det dåliga vädret där ösregn skulle prägla inte minst andra gruppspelet. Matchen mellan Västtyskland och Polen var nära att skjutas upp p.g.a. att regnet gjort gräsmattan oduglig, i andra halvleken av Nederländerna-Argentina öppnade sig himlen och i matchen mellan Västtyskland och Sverige öste regnet ner över en annars mycket sevärd match.
Under detta VM introducerades den s.k. "totalfotbollen" av Nederländerna.
Ett nytt land presenterade sig nu som en riktig toppnation, nämligen Polen - anförda av bland andra skyttekungen Grzegorz Lato, spelföraren Kazimierz Deyna, målvakten Jan Tomaszewski och Władysław Żmuda vann man ett brons. Landet skulle behålla sin topposition ytterligare ett decennium med en femteplats 1978 och ytterligare ett brons 1982. Sverige kom till start med ett av de bästa lag man haft. I laget återfanns spelare som Ralf Edström, målvakten Ronnie Hellström, Bo Larsson och Roland Sandberg. Laget kom till slut på en femteplats efter att bland annat ha spelat oavgjort mot Nederländerna, pressat Västtyskland (till slut förlust med 2-4) och besegrat Uruguay med 3-0.
Ralf Edström gjorde en strålande VM-turnering och i matchen mot Uruguay fick han högsta betyg (6 av 6) av fotbollsmagasinet France Football. Sexan är nästan omöjligt att få och han är den enda svensken i VM-historien som fått det.[källa behövs]
I Brasilien var många spelare från guldlaget 1970 borta. Av de riktigt stora stjärnorna återstod bara Jairzinho och Roberto Rivelino, Brasilien kom till slut på fjärde plats.
De stora favoriterna inför turneringen var värdlandet och Nederländerna. I Västtyskland byggdes lagets spel runt liberon och lagkaptenen Franz Beckenbauer som största stjärna, samt målkungen Gerd Müller, målvakten Sepp Maier och spelmotorn Wolfgang Overath. I Nederländerna var Johan Cruijff fixstjärnan. Bland andra världsstjärnor i Nederländerna återfanns spelare som Rob Rensenbrink, Arie Haan och Johnny Rep.  Både Cruyff och Beckenbauer anses även tillhöra de främsta spelarna någonsin. Västtyskland och Nederländerna i finalen och där var tyskarna starkast och vann VM för andra gången efter seger med 2-1. Segermålet gjordes av Gerd Müller som med sina 14 mål på 13 matcher totalt är VM-historiens tredje främste målskytt (Ronaldo Luís Nazário de Lima slog Müllers rekord 2006). Müller har emellertid ett högre snitt per match än Ronaldo.

### Argentina 1978
För första gången på 16 år återvände VM till Sydamerika. Turneringen fortsatte att växa och nu deltog över 100 länder i kvalspelet. Slutspelet omgavs av mycket politik då många ifrågasatte om landet verkligen skulle få arrangera turneringen då Argentina styrdes av en brutal militärjunta. Turneringen gick dock som planerat och anses ha hållit mycket hög klass.
Efter silvret 1930 hade Argentina av varierande orsaker (misslyckade kval, bojkotter och svartlistade spelare) haft få VM-framgångar. Nu satsades emellertid stort på att landet skulle vinna VM för första gången. Pressen på spelarna och tränaren César Luis Menotti var enorm, laget fick stor kritik för att underbarnet Diego Maradona inte tagits ut, men han ansågs ännu för orutinerad. I Västtyskland hade Beckenbauer slutat i landslaget och Cruyff tackat nej för Nederländerna. Holländaren Rob Rensenbrink gjorde VM:s 1000:e mål i en match mot Skottland, holländarna förlorade emellertid matchen med 2-3. Sverige deltog för tredje turneringen i rad men fick åka hem efter första gruppspelet. Man lyckades emellertid spela oavgjort mot Brasilien (1-1).
Det brasilianska laget nådde även denna turnering inte alls upp till samma nivå som drömlaget 1970. Den ende spelare som var kvar från guldlaget 8 år tidigare var Roberto Rivelino. Till sist knep man ändå en bronsmedalj. Polen gjorde återigen en stark insats och kom på fjärde plats. En ny stjärna presenterade sig i det polska laget, mittfältaren Zbigniew Boniek. Arie Haan från Nederländerna gjorde ett av VM-historiens mest spektakulära mål mot Italien när man dundrade in ett jätteskott från cirka 40 meter som gick stolpe in, Dino Zoff som vaktade Italiens mål var chanslös.
Spelordningen var densamma som 1974 och argentinarna stod pall för hemmatrycket. I finalen mötte man Nederländerna som än en gång förlorade en final. Det var dock nära att Argentina missat finalen. I sista matchen i andra gruppspelsomgången var man tvingade att slå Peru med minst 4 måls marginal för att vinna gruppen. Det lyckades man med (seger med 6-0) men rykten förekom om att resultatet var uppgjort.
Finalen var dramatisk. Argentina tog ledningen men Nederländerna kvitterade och med bara några minuter kvar av ordinarie speltid sköt Rob Rensenbrink ett skott i stolpen. Matchen gick till förlängning och till slut stod Argentina som segrare med 3-1. Mario Kempes gjorde 1-0 och 2-1 och Argentinas sista mål gjordes av Ricardo Bertoni. Glädjen i Argentina visste inga gränser efter att man vunnit VM för första gången. Kempes blev också turneringens skyttekung med 6 mål. Andra mycket tongivande spelare i världsmästarlaget var lagkaptenen Daniel Passarella, målvakten Ubaldo Fillol och Osvaldo Ardiles.

### Spanien 1982
Den stora nyheten inför det 12:e VM-slutspelet var att antalet lag utökats till 24 och antalet matcher totalt var nu uppe i 52. Kritiker var oroliga för att detta skulle urholka kvalitén. De fick dock helt fel. Turneringen anses vara en av de bästa och ett flertal matcher räknas till de bästa som spelats i VM. Flera "nya" nationer visade framfötterna rejält till exempel Algeriet, som i gruppspelet slog Västtyskland(2-1)
Spelordningen gjordes delvis om igen Av 24 lag totalt gick 12 vidare till ett andra gruppspel som delades in i fyra grupper med tre lag i varje. Segrarna i dessa grupper gick vidare till semifinal.
Inför turneringen var Argentina och Brasilien favoriter. Argentina hade stommen kvar från 1978 plus en viss Diego Armando Maradona. Laget såg urstarkt ut på papperet och gick enkelt vidare från första gruppspelet. Brasilien då? Efter två (med deras mått) "misslyckade" VM-slutspel hade man nu återigen ett fantastiskt lag med spelare som Zico, Eder, Socrates och Roberto Falcao. Efter att ha gått igenom första gruppspelet med målskillnaden 10-2 och "sambafotboll" av högsta klass såg Zico & co nästan oslagbara ut.
I andra gruppspelet riktades största intresset kring "supergruppen" med Brasilien, Argentina och Italien. Italienarna som med nöd och näppe gått vidare från första gruppspelet "vaknade" nu på allvar och med utmärkt spel slog de både Argentina och Brasilien. 3-2-segern mot Brasilien är enligt en del den bästa VM-matchen någonsin.
Italienarna var därmed klara för semifinal och i semifinalen besegrades Polen med 2-0. I finalen mötte Italien Västtyskland. Utanför Västtyskland hade denna upplaga av "Nationalmannschaft" skaffat sig få nya supportrar under turneringens gång. Att laget var så impopulärt berodde framförallt på två saker:
- En i efterhand ökänd "läggmatch" mot Österrike som man vann med 1-0, båda lagen slutade i princip att spela efter ledningsmålet i den 11:e matchminuten. Vann tyskarna med uddamålet så gick nämligen både lagen vidare till andra gruppspelet på bekostnad av Algeriet. Kritiken mot lagens uppträdande var förödande även i de tyska och österrikiska tidningarna.

- En vansinnestackling av målvakten Harald Schumacher på fransmannen Patrick Battiston i semifinalen, utan någon åtgärd från huvuddomaren. Battiston kunde inte spela på tre månader. Tyskarna vann så småningom efter straffsparksläggning och många ansåg att "ondskan" segrat över det "goda".[källa behövs]

Finalen inleddes med en ganska torftig första halvlek där italienarna missade en straffspark. I andra halvlek "exploderade" italienarna och vann med 3-1 efter mål av Rossi, Tardelli och Altobelli. Italien var därmed världsmästare för tredje gången. Den store hjälten i denna upplaga av "Gli Azzurri" var anfallaren Paulo Rossi som också blev VM:s skyttekung med 6 mål. Samtliga mål gjordes i de tre sista matcherna, varav tre i den berömda matchen mot Brasilien. Den då 40-årige målvakten Dino Zoff blev den hittills äldste spelaren som blivit världsmästare. Andra tongivande spelare i "Gli Azzurri" var högeryttern Bruno Conti, mittfältaren Marco Tardelli och hårdföre mittbacken Claudio Gentile. Tardelli gjorde 2-0 i finalen och firade vilt.
- Trots att Italien vann VM kan det vara värt att notera att Brasiliens lag ännu idag hos de flesta "fotbollsvänner" är mer ihågkommet än det italienska.[källa behövs] "Brasselaget" 1982, som tränades av Tele Santana, anses allmänt vara ett av de bästa fotbollslag som någonsin funnits.

### Mexiko 1986
Det var egentligen meningen att VM skulle gått i Colombia men på grund av oroligheterna i landet och ekonomiska problem fick istället Mexiko arrangera VM för andra gången. Än en gång gjordes spelordningen om. Nu med ett gruppspel, varefter 16 lag gick till åttondelsfinaler med direkt utslagning. Detta innebar att även grupptreor kunde gå vidare till och med 1994 års turnering. 
Sverige hade i mitten av 1980-talet ett mycket bra landslag med spelare som målvakten Thomas Ravelli, Torbjörn Nilsson, Glenn Strömberg, Glenn Hysén, Robert Prytz och Dan Corneliusson men misslyckades ändå att kvala in. Delvis beroende på en tuff kvalgrupp med Västtyskland, Tjeckoslovaken och Portugal. Det var ändå nära att man kom med. I sista matchen blev det visserligen något oväntat förlust mot Tjeckoslovakien men ingen hade räknat med att Portugal skulle besegra Västtyskland vilket skedde. Därmed blev det ingen resa till Mexiko och en riktigt tung motgång för blågult.
Danmark var istället Nordens representant i VM och imponerade stort i gruppspelet. Man vann den svåra gruppen med Uruguay, Västtyskland och Skottland med målkvoten 9-1, där man slog erkänt svårspelade Uruguay med hela 6-1. Laget byggdes kring centern Preben Elkjær Larsen, kommande superstjärnan Michael Laudrup och spelmotorn Frank Arnesen. Efter gruppspelet nämndes Danmark t.o.m. som en fullt tänkbar kandidat att vinna hela turneringen. Möjligen drabbades man av övermod i åttondelsfinalen mot Spanien - Spanien vann med 5-1.
De regerande mästarna Italien infriade inte förväntningarna och åkte ut redan i åttondelsfinalen. Brasilien hade i stort sett stommen kvar från laget från 1982 plus några nytillskott, till exempel Careca. Brasilien spelade bra men kom aldrig upp i samma nivå som 4 år tidigare. Till slut blev det stopp i kvartsfinalen mot Frankrike med Michel Platini, Jean Tigana m.fl. Det krävdes straffsparksläggning för fransmännen och en av VM-historiens bästa matcher för att slå ut Brasilien.
Inför turneringens start riktades ett enormt intresse mot Diego Maradona som nu ansågs vara världens bäste spelare. Han levde upp till förväntningarna, för det här blev verkligen Maradonas turnering. Ingen annan spelare har någonsin dominerat en VM-turnering som Argentinas superstjärna gjorde år 1986. Han låg bakom i stort sett allt som Argentina skapade framåt och gjorde 5 mål totalt. Två av dem har gått till historien och gjordes båda i kvartsfinalen mot England. Först "Guds hand" där Maradona i en nickduell med Englands målvakt Peter Shilton slog in bollen med handen och en otrolig soloraid där Maradona tog bollen på egen planhalva och dribblade sig förbi 5-6 engelska spelare inklusive målvakten innan han sköt bollen i mål. Målet anses allmänt vara det bästa individuella prestation som utförts i VM:s historia.
Argentina lett av Maradona tog sig fram till final där Västtyskland väntade. Efter en dramatisk final där tyskarna hämtade in ett 2-0 underläge vann Argentina till slut med 3-2. Segermålet gjordes av Jorge Burruchaga, genialt framspelad av Maradona. Argentina var världsmästare för andra gången och Maradona hade grundlagt sin position som en av fotbollshistoriens främsta spelare.
Skyttekung blev engelsmannen Gary Lineker med 6 mål.

### Italien 1990
Italien stod som värd för andra gången när det 14:e VM-slutspelet avgjordes. Det är en turnering som gått till historien som kanske den sämsta någonsin. Defensivt spel dominerade och det spelades få riktigt högklassiga matcher. Sverige deltog för första gången sedan 1978 men gjorde sin sämsta insats någonsin. Efter tre raka 1-2-förluster var det bara att åka hem. Den numera klassiska förlusten mot Costa Rica anses vara ett av de största fiaskon som någonsin drabbat svensk fotboll. 
Globalt sett fortsatte turneringen att växa. VM 1990 sågs (sammanlagt) av drygt 26 miljarder TV-tittare, i snitt över 500 miljoner/match. En siffra som gjorde det till det dittills mest sedda evenemanget i idrottshistorien, inklusive Olympiska spelen.
Ett riktigt positivt inslag i en totalt sett trist turnering var Kamerun som blev det första afrikanska land som tog sig fram till kvartsfinal där laget pressade England till förlängning (till slut förlust 2-3). Kameruns offensiva spel och den 38-årige superinhopparen Roger Milla (Milla gjorde 4 mål utan att starta en enda match) charmade hela fotbollsvärlden.
Inför turneringen var Brasilien favoriter tillsammans med Argentina och värdlandet. De fotbollstokiga italienarna "krävde" guld på hemmaplan. Brasilien försvann redan i åttondelen efter förlust mot ärkerivalen Argentina. Ett av få lag som verkligen imponerade var Västtyskland som tog sig till sin tredje raka final där man mötte Argentina - enda gången som samma lag mötts i två raka VM-finaler.
Argentina hade hela turneringen bjudit på defensivt och fult spel. Men med hjälp av Maradonas genialitet, suveränt målvaktsspel och en del tur lyckades man ta sig till final, i semifinalen hade Italien besegrats efter straffsparksläggning. Ingen räknade med att finalen skulle bli någon minnesvärd klassiker och så blev också fallet. Finalen brukar anses vara den sämsta någonsin. Argentina spelade extremt defensivt men till slut vann Västtyskland med 1-0. Segermålet på straff av Andreas Brehme. Tysklands tredje guld var ett faktum och Franz Beckenbauer blev den andre i historien efter Mario Zagallo som blev mästare både som spelare och tränare.
Den inför VM relativt okände italienaren Salvatore Schillaci blev oväntat VM-s skyttekung med 6 mål.

### USA 1994
För första gången fick supermakten USA arrangera fotbolls-VM. Inför turneringen fanns farhågor att publikintresset skulle vara synnerligen svalt då USA var/är ett av de få länder där fotbollen aldrig slagit igenom ordentligt. Dessa farhågor kom helt på skam. Nästan alla matcher var slutsålda och de 52 matcherna sågs i snitt av nästan 69 000 åskådare - en rekordsiffra.
För svenskt vidkommande är turneringen minnesvärd. "Blågult" med Tomas Brolin, Martin Dahlin, Kennet Andersson, målvaktslegenden Thomas Ravelli med flera, gjorde sin bästa insats sedan VM på hemmaplan 1958. När det var dags för landslaget att åka hem hade man knipit en bronsmedalj och faktiskt gjort flest mål av alla lag (15 st/7 matcher). I bronsmatchen besegrades Bulgarien med 4-0. Kennet Andersson blev också bäste svenske målskytt i VM-historien med 5 mål. (Henrik Larsson tangerade senare detta svenska målrekord i 2006 års VM.)
Inför turneringen ansågs Brasilien ha sitt bästa lag sedan drömlaget 1982. De var favoriter ihop med regerande mästarna, det nu återförenade Tyskland, Argentina och Italien. Argentina bjöd i inledningen av turneringen på bländande spel med en nu 33-årig Maradona i högform tillsammans med bland annat målkungen Gabriel Batistuta, mittfältsstrategen Fernando Redondo och mittbackslåset Oscar Ruggeri. Men så fastnade Maradona i en dopingkontroll och laget åkte ut i åttondelsfinalen mot Rumänien. Tyskland försvann i kvartsfinalen, utslagna av Bulgarien.
Brasilien med bland annat Romário, då allmänt ansedd som världens bäste anfallare gick igenom gruppspelet utan större problem och tog sig till slut till final. Där väntade Italien som egentligen inte imponerat i en enda match men som med starkt försvarsspel, en del tur och superstjärnans Roberto Baggios skicklighet ändå lyckades ta sig till final. Även denna final blev en trist tillställning och för första gången fick VM-finalen avgöras med straffsparksläggning. Där var Brasilien starkast och vann därmed sitt fjärde VM-guld, det första på 24 år. Det var emellertid ett "brasselag" som i första hand inte byggde sitt spel på bländande teknik. Istället byggdes spelet upp runt ett hårt arbetande mittfält där "slitvargarna" Dunga och Mauro Silva var nyckelspelare. 
2 spelare gjorde 6 mål var. Hristo Stoitjkov (Bulgarien) och Oleg Salenko (Ryssland). Salenko gjorde 5 av målen i en enda match (rekord i VM-sammanhang), 6-1-seger för Ryssland mot Kamerun.

### Frankrike 1998
VM i Frankrike kommer att bli ihågkommet på många olika sätt, inte bara det att Frankrike blev den sjunde nationen att erövra den åtråvärda titeln. Både sportsligt men inte minns politiskt sett var denna turneringen en av de bästa, men inte minst en av de starkaste och viktigaste. Förhoppningarna inför VM kan väl inte sägas vara så höga, inte minst hos värdlandet där fotbollen nu hade tappat sitt fotfäste sedan Platinis glansdagar på 80-talet och den euforiska stämningen som infann sig på hemma-EM 1984.
Den högerextrema Le Pen hade firat triumfer och antytt att det inte var så konstigt att laget inte lyckades fullt ut när majoriteten av spelarna inte ens var "riktiga" fransmän och inte ens kunde den bejublade Marseljäsen. Frankrike var splittrat, men om Le Pen hade vetat vad som komma skulle så hade han för sitt eget bästa nog hållit en lite lägre profil än vad han nu gjorde.
I alla fall skulle det spelas ett VM, det största någonsin, 32 länder var samlade till ett svalt Frankrike som senare skulle explodera. Tredje världen hade av FIFA fått sina platser i VM. Trots att skrällarna blev få, mycket tack vare att i princip alla stjärnor uppfyllde kraven, talade de "små" sitt tydliga språk. De är här för att stanna.
Efter bronsmedaljen 1994 misslyckades Sverige att kvala in, det blev istället Danmark och Norge som fick representera Norden. Danmark tog sig fram till kvartsfinal där man verkligen pressade Brasilien som till slut vann med 3-2. I det danska laget återfanns en nu 34-årig Michael Laudrup, hans bror Brian Laudrup och målvaktsgiganten Peter Schmeichel.
I detta VM spelades några sevärda matcher: 
Argentina-England: En match som efter turneringens dittills bästa halvlek, blev en fråga om överlevnad för engelsmännen efter att David Beckham blivit utvisad tidigt i andra halvlek. Engelsmännen lyckades dock ta matchen till straffar, där de efter missar från Paul Ince och David Batty fick se sig utslagna av de vilt jublande argentinarna som efteråt påståtts ha smädat engelsmännen från sin buss vid hemresan från arenan.
Tyskland-Kroatien: Europamästarna från 1996 blev i den här matchen till slut avklädda av ett vilt kämpande Kroatien, som för tillfället befann sig i nationell yra. Efter att Bierhoff bränt de tyska möjligheterna till kvittering på Robert Jarnis 1-0 mål så kunde kroaterna göra 2-0 innan turneringens skyttekung Davor Sukker punkterade matchen med sitt snygga 3-0 mål. Kroatien tog i nationens första VM-slutspel hem bronsmedaljen och fixstjärnan Davor Suker gjorde totalt 6 mål.
Brasilien med den nye superstjärnan Ronaldo Luís Nazário de Lima i spetsen hade det största favoritskapet och stor press lades på Ronaldo. Inte minst från huvudsponsorn Nike, som enligt rykten krävt att Ronaldo skulle spela varenda match. Före finalen drabbades Ronaldo av ett epileptiskt anfall och borde kanske inte ha spelat finalen. Frankrike vann med klara 3-0 och Ronaldo märktes inte mycket, annat än när han blev nersprungen i en duell av den franske målvakten Fabien Barthez. Frankrikes fixstjärna Zinedine Zidane gjorde två mål i finalen och blev såväl fransk nationalhjälte som fotbollens nya megastjärna.
Stor kritik riktades efter VM mot kommersialiseringen av den internationella fotbollen.

### Sydkorea/Japan 2002
För första gången gick VM-slutspelet av stapeln i Asien och för första gången delade två länder på värdskapet. Egentligen hade Japan och Sydkorea skickat in separata ansökningar men FIFA bestämde sig för att länderna skulle dela på arrangemanget för att lugna ner "heta känslor" mellan länderna. Fotboll kan skapa engagemang och känslor som få andra saker och relationen mellan länderna var av historiska skäl inte okomplicerad.
Arrangemanget fungerade emellertid utmärkt och fler såg de 64 matcherna på TV än någonsin tidigare, sammanlagt över 40 miljarder. Turneringen blev emellertid rent spelmässigt allt annat än bra. Vissa hävdar att den till och med var sämre än det utskällda Italien-VM 1990. Få riktigt bra matcher, märkliga genomklappningar hos etablerade stornationer och en mängd kontroversiella domslut präglade turneringen. Ett av få positiva inslag var Sydkorea som gick fram till semifinal. Vägen dit kantades emellertid av en rad märkliga domslut som gick koreanernas väg vilket födde olika konspirationsteorier.
Innan turneringen startade var Argentina och Frankrike stora favoriter. Argentina hade imponerat stort i kvalspelet. Förutom den nu nästan legendariske centern Gabriel Batistuta innehöll laget världsstjärnor som Hernan Crespo, Juan Sebastian Veron, Javier Zanetti, Roberto Ayala och Ariel Ortega den "nye Maradona". Frankrike ansågs ha sitt bästa lag någonsin. Zinedine Zidane, av många nu rankad som en av de bästa spelarna någonsin var lagets hjärna och anfallsspelarna var betydligt bättre nu än 1998 som världsstjärnorna Thierry Henry och David Trezeguet. Brasilien tillhörde för en gångs skull inte favoriterna efter ett bedrövligt kvalspel där man nästan missade VM. Tyskland skickade enligt hemmapressen det sämsta landslaget "man någonsin haft" till VM. Franz Beckenbauer gick till och med så långt som att säga att man borde lägga hela laget i en säck och sparka på dem, de förtjänade det lika mycket allihop.
Turneringen slutade emellertid i moll för de två förhandsfavoriterna. Frankrike fick åka hem redan efter gruppspelet utan att ha gjort ett enda mål (Zidane hade dock skadat sig strax före VM och spelade bara en match) och Argentina överlevde inte heller gruppspelet. Sverige vann överraskande "dödens grupp" med England och Argentina men blev i åttondelsfinalen utslagna av Senegal!.
När mängder med länder underpresterade, förutom favoriterna till exempel Portugal, Italien och Kamerun, gick det bättre för Brasilien. Och till slut var man återigen i final mot Tyskland som dömts ut helt före VM. Även denna final blev ingen höjdare men Brasilien vann till slut med 2-0 efter att Ronaldo Luís Nazário de Lima gjort båda målen. Brasilien var världsmästare för femte gången och Ronaldos notering på 8 mål var den högsta sedan Gerd Müller gjorde 10 stycken 1970.

### Tyskland 2006
Tyskland arrangerade det 18:e världsmästerskapet och därmed blev det fjärde landet som stått som arrangör två gånger. Turneringen anses ha varit mycket lyckad på många sätt. Publikintresset var enormt (samtliga 64 matcher var slutsålda), fler såg matcherna på TV än någonsin, vädret var lysande, stämningen mellan respektive länders supportergrupper var mycket god, slagsmål mellan fans förekom knappt och själva organisationen av arrangemanget anses allmänt ha varit den bästa någonsin. 
Däremot klagade många på att det gjordes för få mål (endast VM i Italien 1990 har haft ett lägre målsnitt) och domarna ansågs i många fall inte ha hållit hög klass. Många tyckte också att det var för få riktigt högklassiga matcher. Tysklands Miroslav Klose vann skytteligan på 5 mål vilket var den lägsta noteringen sedan VM-slutspelet 1962. Ronaldo Luís Nazário de Lima blev emellertid VM-historiens meste målgörare när han gjorde sitt 15:e mål totalt i åttondelsfinalen mot Ghana Sverige deltog igen men blev utslagna av Tyskland i åttondelsfinalen (0-2).
Inför turneringen var Brasilien större favoriter än på mycket länge. I laget fanns förutom Ronaldo megastjärnan Ronaldinho  (då allmänt ansedd som världens bäste spelare), Ronaldos anfallskollega Adriano och vänsterbacken Roberto Carlos. Många menade att detta "brasselag" på papperet var minst lika bra som drömlaget 1970. Men av den utlovade "sambafotbollen" blev det inte mycket. De regerande mästarna blev utslagna redan i kvartsfinalen av Frankrike (1-0) och ansågs inte ha gjort en enda riktigt bra match. Samtliga stjärnor, inklusive Ronaldinho ansågs ha underpresterat rejält. Det största fiaskot för Brasilien sedan VM 1966 var därmed ett faktum.
Hemmanationen hade i förväg sågats av den tyska sportpressen men man överraskade många och vann till slut en bronsmedalj vilket var klart över förväntningarna. Något överraskande möttes till slut Frankrike och Italien i final. Matchen fick avgöras på straffsparksläggning och italienarna fick nu revansch för förlusten mot Brasilien i finalen 12 år tidigare. Guldet var Italiens fjärde genom tiderna.
I förlängningen blev Frankrikes superstjärna Zinedine Zidane utvisad efter att ha skallat Italiens Marco Materazzi. Incidenten fick mycket stor uppmärksamhet och utlöstes förmodligen av att Materazzi förolämpade Zidane. Vad Meterazzi egentligen sagt är dock ännu så länge inte riktigt känt. I en intervju 12 juli hävdade Zidane att Materazzi vid upprepade tillfällen riktat grova förolämpningar mot honom som rörde hans mamma och syster.

### Sydafrika 2010
Den 19:e upplagan av VM avgjordes i Sydafrika. Intresset för att få vara med var rekordstort, 204 av Fifas 208 medlemsförbund hade anmält sina landslag till kvalspelet. För första gången sedan VM 1998 misslyckades Sverige med att kvala in, enda deltagare från de nordiska länderna var Danmark som fick åka hem efter gruppspelet.
För första gången avgjordes VM i ett afrikanskt land. Inför turneringen fanns hos en del experter och "tyckare" farhågor om att Sydafrika inte skulle klara av att arrangera ett så stort evenemang som VM i fotboll. Andra menade att Sydafrika med enorma sociala problem borde lägga alla pengarna man satsade på annat. Fifas president Sepp Blatter var emellertid mycket nöjd med arrangemanget och överlag anses farhågorna om bristande organisation, turister som blir rånade med mera har varit starkt överdrivna.
Ett hett diskussionsämne under turneringen blev domarnas roll och deras förutsättningar att döma så rättvist som möjligt. Orsaken var ett antal kontroversiella domslut där det bland annat i ett fall var uppenbart att bollen passerat mållinjen men målet blev inte godkänt och andra fall som definitivt inte borde blivit godkända men ändå blev det på grund av att domaren och linjemännen missade solklara offsidesituationer. Många krävde nu att Fifa måste införa målkameror eller åtminstone måldomare för att underlätta huvuddomarens jobb. Vuvuzelorna som orsakade ett enormt hög ljudnivå på läktarna var ett annat inslag i turneringen som debatterades flitigt. 
VM:s mest oväntade stjärna blev bläckfisken Paul som fick stor internationell uppmärksamhet som "tipsexpert". Den åttaarmade bläckfisken som levde i ett akvarium i Tyskland gjorde en stark insats som tipsexpert redan i EM 2008 med fem rätt av sex möjliga. I VM visade sig bläckfisken ännu en gång vara en suverän "expert" när det gällde att förutse utgången av fotbollsmatcher. Paul förutsade rätt vinnare i Tysklands samtliga 7 matcher samt finalen. Åtta rätt av åtta möjliga.
När det gäller spelet på planen blev turneringen ett misslyckande för arrangörslandet, för första gången någonsin överlevde inte hemmanationen gruppspelet. Av övriga fem afrikanska lag fick samtliga utom Ghana åka hem direkt efter gruppspelet. Ghana var emellertid endast en missad straffspark från att som första afrikanska lag nå semifinal. Även flera "stormakter" hade stora problem. Regerande mästarna Italien och Frankrike åkte ut redan i gruppspelet. England där förväntningarna som vanligt var högt ställda förlorade åttondelsfinalen mot ärkerivalen Tyskland (1-4). Argentina med megastjärnan Lionel Messi och Diego Maradona som förbundskapten blev även de utslagna av Tyskland, förlust med hela 0-4 i kvartsfinalen. Brasilien åkte ut i kvartsfinalen mot Nederländerna, förlust med 1-2. Tyskland som ställde upp med ett mycket ungt lag vann till slut en bronsmedalj efter seger mot Uruguay. Fyra spelare toppade skytteligan med 5 gjorda mål - David Villa, Diego Forlán, Wesley Sneijder och Thomas Müller. Diego Forlán, Uruguays fixstjärna, blev också utsedd till turneringens bäste spelare.
Spanien var regerande Europamästare med stjärnor som David Villa, Xavi Hernandez, Iker Casillas, Carles Puyol och Andrés Iniesta var huvudfavorit att vinna VM. Efter mängder med misslyckade VM-insatser genom åren, som bäst en fjärdeplats år 1950 infriade Spanien äntligen förväntningarna. Man tog sig fram till final och i en ganska brutal finalmatch med hela 14 varningar och 1 utvisning besegrade man Nederländerna med 1-0 efter förlängning. Segerskytt blev Andrés Iniesta. Spanien blev därmed det åttonde landet genom tiderna som vunnit VM och det första europeiska land som vunnit VM när turneringen avgjorts utanför Europa. För Nederländerna var det tredje förlusten på lika många finalmatcher.

### Brasilien 2014
Den 20:e upplagan av VM avgjordes i Brasilien. Det var andra gången VM arrangerades i Brasilien och första gången sedan 1978 som ett sydamerikanskt land var värdland. Att VM avgjordes i Brasilien, ett land som ofta kallas "det mest fotbollstokiga i världen" bidrog till att intresset återigen var rekordstort. Finalen väntades för första gången ses av över en miljard människor, ungefär 1/7 av världens befolkning. Turneringen som helhet anses av många vara den kanske bästa upplagan hittills av Fifa Word Cup.
En viktig nyhet inför turneringen var att man för första gången i VM använde målkameror. Nymodigheten fick för första gången en avgörande roll i en gruppspelsmatch mellan Frankrike och Honduras. En annan nyhet var en självupplösande sprej som domarna använde för att markera var en försvarsmur vid frispark skulle vara placerad.
Att Brasilien var värdland innebar givetvis att hemmafansen inte väntade sig något annat än guld, förlusten mot Uruguay på hemmaplan 1950 i den avgörande matchen var fortfarande ett smärtsamt minne hos många brasilianare. Fixstjärnan Neymar var spelaren som väntades leda Selecao till det sjätte VM-guldet. Bland övriga guldkandidater återfanns naturligtvis de regerande mästarna Spanien, Tyskland, Argentina med Nederländerna, Italien och även Belgien som "outsiders". Flera etablerade stormakter hade stora problem. Spanien misslyckades totalt och var utslagna redan efter två gruppspelsmatcher. Även Italien, England och Portugal fick åka hem efter avslutat gruppspel. Flera mindre länder överraskade emellertid mycket positivt. Inte minst Costa Rica som i gruppspelet slog både Uruguay och Italien. Man tog sig sedan fram till kvartsfinal där man pressade Nederländerna till ett straffsparksavgörande. Colombia charmade också många, inte minst deras tia James Rodríguez som oväntat vann skytteligan med 6 mål. Att så många "mindre länder" presterade så bra menade många visade att toppen på världsfotbollen breddas alltmer, det finns inte längre några "blåbärsländer" som deltar i VM-slutspelet.
För hemmanationen slutade dock turneringen i djup besvikelse. Brasilien tog sig visserligen fram till semifinal, dock utan att imponera. Man var mycket nära att bli utslagna redan i åttondelsfinalen mot Chile. I semifinalen väntade Tyskland, Neymar hade skadat sig i kvartsfinalen. Utan Neymar och avstängde lagkaptenen och mittbacken Thiago Emiliano da Silva (av många ansedd som världens bäste på sin position) rasade laget ihop totalt, Tyskland vann med osannolika 7-1, den största segermarginalen i en utlagsmatch i VM sedan 1938 då Sverige slog Kuba med 8-0. Hemmanationen och övriga fotbollsvärlden var chockad och det blev inte bättre av att Brasilien var chanslösa även i bronsmatchen mot Nederländerna. Förlust med 0-3, att Thiago Silva var tillbaka efter avstängningen hjälpte inte. Fiaskot ledde till att förbundskaptenen Luiz Felipe Scolari fick avgå.
I finalen ställdes Tyskland mot Argentina på klassiska Maracanâ i Rio de Janeiro. Förhandssnacket handlade mycket om Argentinas megastjärna Lionel Messi skulle kunna leda sitt lag till VM-guld som Diego Maradona gjorde 1986. Svaret blev nej. En jämn och spännande finalmatch gick till förlängning där Tyskland till slut vann med 1-0, segerskytt Mario Götze. Andra viktiga spelare i laget var målvakten Manuel Neuer, lagkaptenen Philipp Lahm, Bastian Schweinsteiger och Thomas Müller. Den nu 36-årige Miroslav Klose gjorde 2 mål i turneringen och är nu VM-historiens främste målgörare med 16 mål totalt. Noterbart är att Tyskland lyckades vinna VM, trots att flera givna spelare i truppen var skadade, bland annat Marco Reus. 
Det var Tysklands fjärde VM-guld (bara Brasilien har fler med fem guld), det första guldet Tyskland vunnit som enad nation. Det var också första gången ett Europeiskt land vann ett VM som spelats i Nord eller Sydamerika.